# جورج ماكونيل
جورج ماكونيل (بالإنجليزية: George McConnell)‏ هو لاعب كرة قاعدة أمريكي، ولد في 16 سبتمبر 1877 في شيلبيفيل في الولايات المتحدة، وتوفي في 10 مايو 1964 في تشاتانوغا في الولايات المتحدة.

## وصلات خارجية
- جورج ماكونيل على موقعبيزبول رفرنس.كوم (الدوري الرئيسي) (الإنجليزية)
- جورج ماكونيل على موقعبيزبول رفرنس.كوم (الدوري الثانوي) (الإنجليزية)
- جورج ماكونيل على موقع مشجعي الرسوم البيانية (الإنجليزية)